# Даргинский округ
Даргинский округ — административная единица в составе Дербентской губернии, Дагестанской области и Дагестанской АССР, существовавшая в 1854—1928 годах. Центр — село Леваши.

## История
Даргинский округ в составе Дербентской губернии был образован в 1854 году на месте ликвидированных союзов сельских общин Акуша-Дарго, Каба-Дарго и Сюрга.
В 1854—1859 годах начальником Даргинского округа был офицер Иван Лазарев.
В 1860 году стал частью Дагестанской области.
В 1877 году Даргинский округ был одним из центров антироссийского восстания.
В 1921 году вошёл в состав Дагестанской АССР.
В ноябре 1928 года в Дагестанской АССР было введено кантонное деление и все округа были упразднены.

## Население
На 1871 год, согласно данным Петра Услара, округ занимал 30 квадратных миль, включал в себя 1 укрепление, 73 селения и 184 отсёлка, туземное горское население — 16507 домов, всего 74282 человека (38100 мужчин и 36162 женщины).
По данным переписи 1897 года в округе проживало 80,9 тыс. чел. В том числе даргинцы — 91,3 %; лакцы— 4,6 %; аварцы — 3,9 %. В селе Леваши проживало 1343 чел.

## Административное деление
Округ делился на наибства, которые в 1899 году были преобразованы в участки. Участки подразделялись на общества.
В 1895 году в уезде было 5 наибств: Акушинское (центр — с. Акуша), Кутишинское (центр — с. Леваши), Мекегинское (центр — с. Мекеге), Сюргинское (центр — с. Урари), Цудахарское. Ранее было также 6-е наибство — Урахлинское.
К 1926 году округ делился на 4 участка: Акушинский (центр — с. Леваши), Мекегинский (центр — с. Мекеге), Сюргинский (центр — с. Урари), Цудахарский (центр — с. Цудахар).